# Antonín Egon z Fürstenberg-Heiligenbergu
Antonín Egon říšský kníže z Fürstenberg-Heiligenbergu (německy Anton Egon Reichsfürst von Fürstenberg-Heiligenberg, 23. dubna 1656 Mnichov – 10. října 1716 Wermsdorf) byl v letech 1697–1716 místodržícím v Saském kurfiřtství, který působil v kontextu sasko-polské personální unie jako zástupce kurfiřta a krále Augusta II. Silného. Jako cizinec a říšský kníže stojící nad domácí saskou šlechtou musel také v ceremoniálním ohledu zakrývat častou nepřítomnost panovníka. Tento světaznalý šlechtic v žádném případě neodpovídá obrazu bezcharakterního, intrikujícího dvořana, který prostřednictvím starší historiografie dosud ovlivňuje hodnocení jeho osobnosti.

## Původ
Antonín Egon byl nejstarším synem vrchního hofmistra Bavorského kurfiřtství Heřmana Egona z Fürstenberg-Heiligenbergu a Marie Františky z Fürstenberg-Stühlingenu. Jeho sourozenci byli:
- Felix Egon, kanovník v Kolíně na Rýnem a ve Štrasburku, administrátor opatství Murbach a Lüders
- Ferdinand Maxmilián Egon, kanovník v Kolíně na Rýnem a ve Štrasburku, francouzský generál
- Emanuel František Egon, kanovník v Kolíně na Rýnem a ve Štrasburku, bavorský plukovník
- Anna Adelheid ⚭ kníže Evžen Alexander František z Thurn-Taxisu

## Život a kariéra

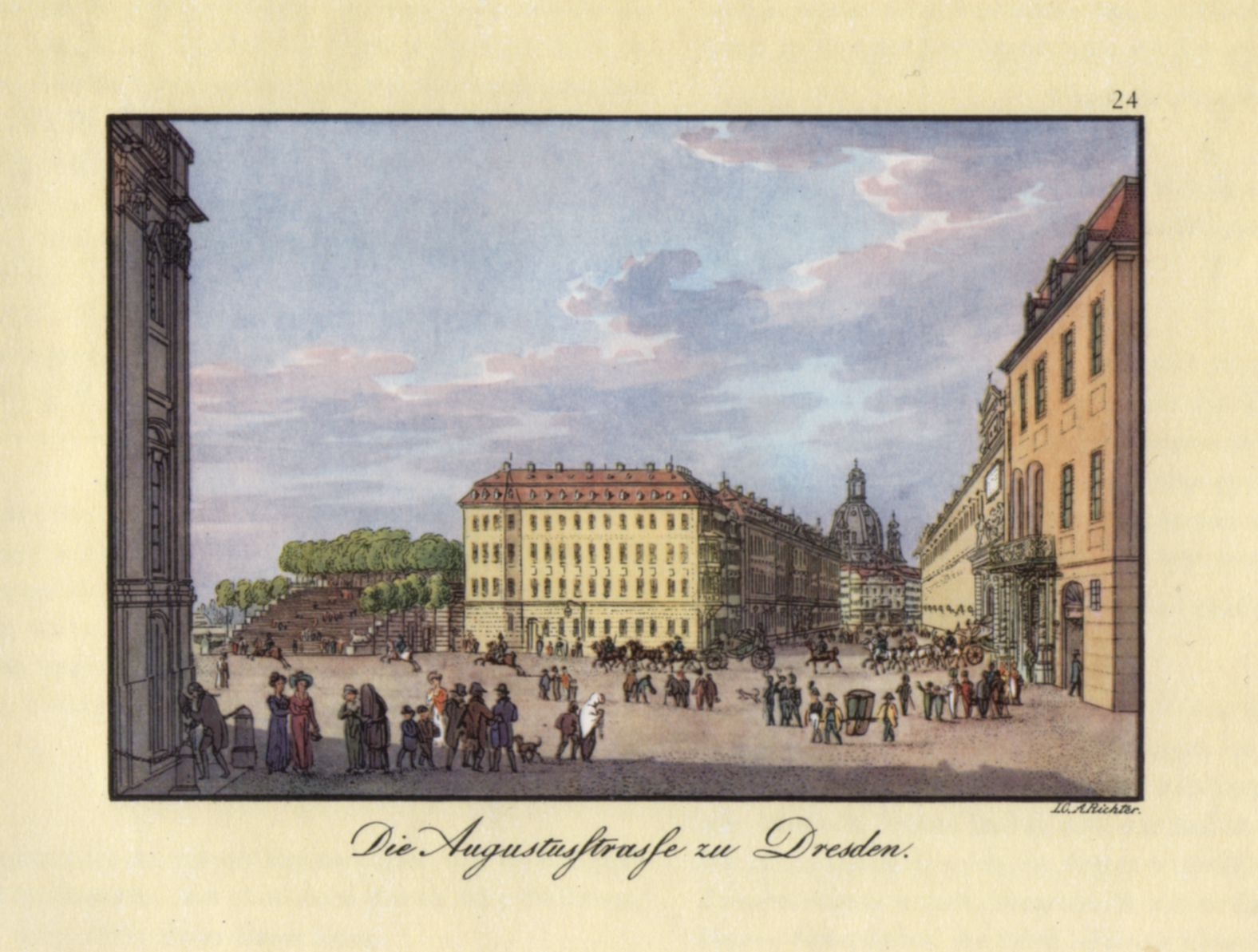
Zámecké náměstí v Drážďanech s Fürstenberským palácem (1843)

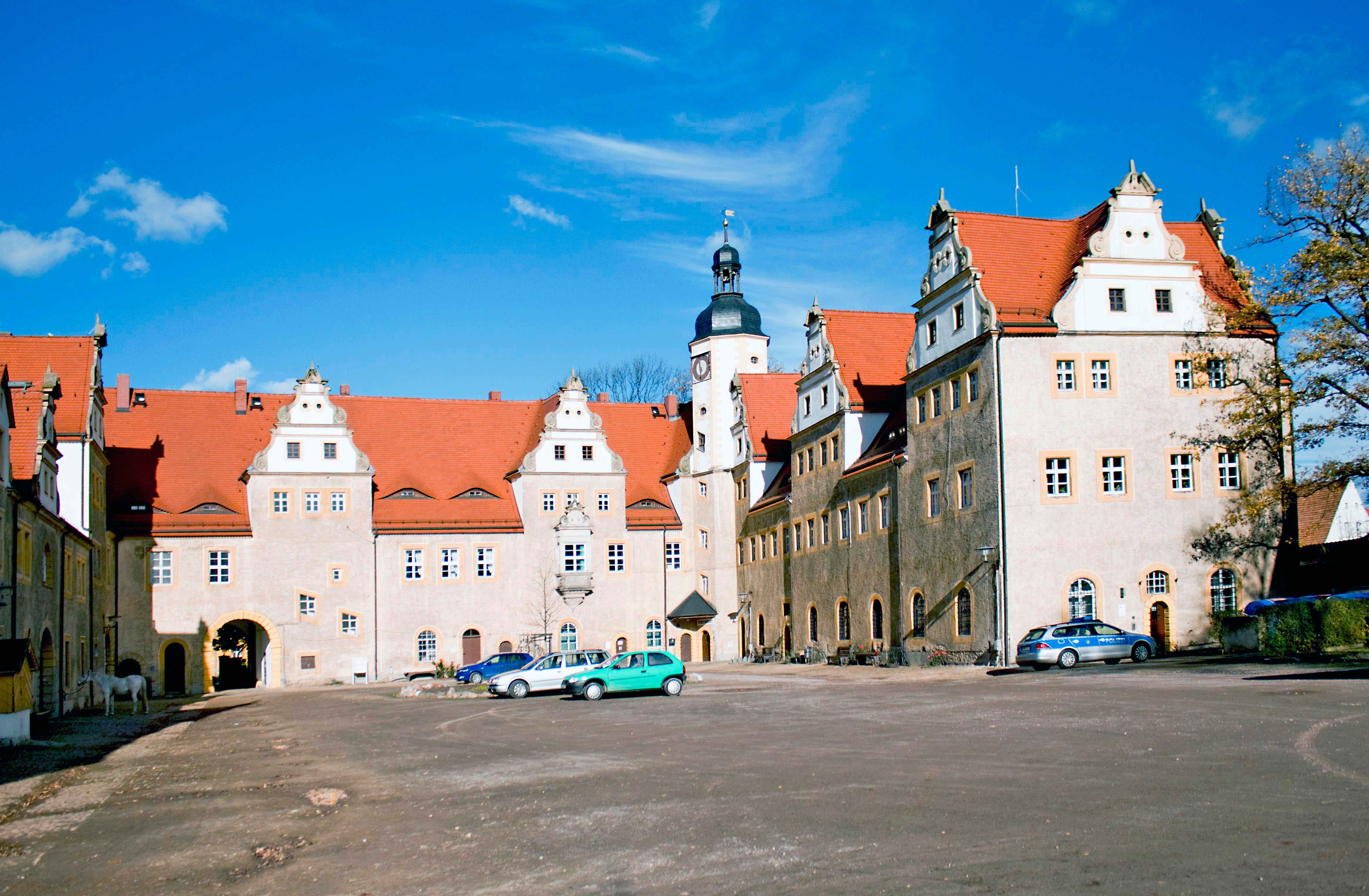
Starý lovecký zámek Wermsdorf

V roce 1671 odcestoval Antonín Egon v rámci své kavalírské cesty se svým strýcem, pozdějším kardinálem Vilémem Egonem z Fürstenbergu do Francie, kde byl představen Ludvíku XIV. Jeho strýcové Vilém Egon a František Egon, jenž byl protihabsbursky zaměřeným biskupem ve Štrasburku, byli po předčasné smrti otce jeho vychovateli. Za pobytu v Římě, kam ho jeho kavalírská cesta přivedla roku 1674, se Antonín Egon pokusil distancovat od obou strýců z Heiligenberské větve Fürstenbergů a přiklonil se ke svému příbuznému Frobenovi Mariovi z Fürstenberg-Mößkirchenu, jenž byl k císaři loajální.
V roce 1676 byl prohlášen za plnoletého, takže mohl v Paříži přijmout otcem roku 1664 získaný říšský knížecí stav. Roku 1677 se oženil s bohatou Marií de Ligny – neteří Ludvíka XIV., což byla z hlediska vídeňského dvora neslýchaná provokace. Poté, co byla Francie prohlášena za nepřítele Svaté říše římské, reagoval císař na tento sňatek se vší tvrdostí: Antonín Egon byl zbaven svých suverénních práv, jeho majetky ve Švábsku a Rakousku byly zabaveny a virilní hlas Heiligenberské větve v říšské knížecí radě byl dočasně odejmut. Nejen že kníže přišel o většinu svých příjmů, ale také reputace celého domu byla vážně poškozena. Díky podpoře vícera kurfiřtů dosáhl Antonín Egon po Nymwegenské mírové smlouvě s Francií v roce 1679 úplné rehabilitace. Po své rehabilitaci žil ve Vídni, Paříži, Mnichově a na svém panství Weitra (Rakousko), než byl roku 1691 náhle vykázán z císařského dvora. Důvod tkvěl v opozici vlivných dvorních kruhů, které nebyly spokojeny s politikou jeho strýce Viléma Egona, jež v podstatě vyvolala novou válku s Francií. Když byl roku 1692 opět rehabilitován, získal Antonín Egon zkušenosti ve správě uherských dolů.
Bez velké naděje na odpovídající císařskou dvorní šarži byl v roce 1697 – po zprostředkování saského velkokancléře knížete Kristiána Augusta Saského, rábského biskupa – povolán do Saska, kde nastoupil do úřadu místodržícího. S touto funkcí souvisela nesmírná koncentrace moci v rukou jedné osoby: nejdůležitější kompetence všech vládních orgánů včetně disciplinárních práv, dispoziční právo ve všech finančních záležitostech, řešení říšských záležitostí a odpovědnost za vztahy s menšími sousedy ve Středním Německu. Saský kurfiřt Fridrich August I., jenž byl jako August II. Silný zvolen polským králem, si pro sebe vyhradil pouze nejdůležitější oblasti zahraniční politiky, zejména vztahy s císařem a Braniborským kurfiřtstvím. Katolický místodržící, jehož jmenování se setkalo v evangelicko-luterském Sasku se značnou nedůvěrou, rovněž nezodpovídal za protestantské náboženské záležitosti ve státě a v říši. Vídeňský dvůr však naopak zamýšlel propagovat v Sasku katolické náboženství a Antonín Egon velmi přispěl k založení a podpoře katolické komunity v Drážďanech. Jeho zvláštní postavení se projevilo nejen ve dvorním ceremoniálu a v přidělení osobního strážce, ale také v ročním platu 24 000 guldenů. Vrcholem jeho činnosti v Sasku bylo bezpochyby zřízení angažovaného a nekompromisního vedení tzv. Revizního kolegia, později zvaného Generální revizní kolegium, v letech 1697–1700. Antonín Egon dostal neomezenou pravomoc vyšetřovat a napravovat nešvary ve finanční a daňové správě, v soudnictví a ve správě saských měst. Opozice zemských stavů, dvorní intriky, a především naléhavé finanční požadavky však nakonec vedly k rozpuštění této kontrolní instance. Jen o málo úspěšnější byl kníže tehdy, když varoval před ambiciózní braniborsko-pruskou politikou, především však před dlouhodobými negativními důsledky prodejů z územního vlastnictví státu a opouštění důležitých saských právních pozic ve středoněmeckém prostoru. Přitom byli místodržící i drážďanská centrála stavěni před hotovou věc zeměpány, kteří potřebovali peníze a kteří takovéto transakce nechávali uzavírat bezprostředními zmocněnci, jako byli velkokancléř Wolf Dietrich von Beichlingen nebo dvorní faktor Behrend Lehmann. Jako osobně nezávislý říšský kníže, vázaný pouze služební přísahou, sděloval často Antonín Egon své obavy kurfiřtovi-králi v rozsáhlých písemných rozborech. Byl vždy loajální a učinil také značné osobní oběti, když se dočasně vzdal svého platu a zastavil své švábské majetky. Z hlášení vlastního říšského vyslance měl kníže nezávislý zdroj informací o habsburské politice, přičemž heiligenberské votum bylo v knížecí radě občas použito jako taktický hlas pro Sasko, které v ní zastoupeno nebylo. Ve své personální politice podporoval Antonín Egon vzestup kvalifikovaných právníků měšťanského původu, jako byl pozdější tajný rada Bernhard (von) Zech, proti nárokům šlechty. Mezi jeho trvalé zásluhy patří rovněž přijetí braniborského dvorního a vládního rady Johanna Friedricha Reinhardta a zahájení archivní reformy. Kromě toho se kníže angažoval zvláště v univerzitní politice, čímž chtěl především vrátit Wittenbergu jeho původní slávu. Dopisoval si také s Leibnizem o plánovaném zřízení akademie. Od svého nástupu do úřadu v Sasku podporoval dlouhodobou, merkantilisticky pojatou hospodářskou politiku a zaměřoval se na problematické usazování reformovaných náboženských uprchlíků z Francie v luteránském Sasku. U dvora se podílel na Beichlingenově pádu roku 1703, avšak nezávislou a pro něj nepředvídatelnou silou se stala pozdější metresa Anna Constantia von Cosel. Nucené obětování polské koruny v rámci Altranstädtského míru v roce 1707 potom vedlo ke zrušení nyní zbytečného úřadu místodržícího. Antonín Egon se stáhl na svůj lovecký zámek Wermsdorf. Jeho postavení u vídeňského dvora je patrné z toho, že byl roku 1707 neoficiálně jmenován císařským tajným radou.
Po švédské katastrově u Poltavy v roce 1709 a návratu kurfiřta do Polska převzal úřad místodržícího podruhé. Podmínky se však změnily se vzestupem jeho protivníka Jakoba Heinricha von Flemminga a s rostoucím významem tajného kabinetu jako nejvyššího vládního orgánu. Po smrti své manželky roku 1711 se kníže pokusil o titul kardinála a o kariéru duchovního. Vzhledem k jeho předchozímu životu a několika nemanželským dětem však v konkurenci Damiana Huga ze Schönbornu neuspěl. V roce 1714 se musel těchto ambicí definitivně vzdát, třebaže již získal nižší svěcení. Proti tajnému kabinetu, jenž byl složen převážně z cizozemské šlechty, se v čele místní šlechty postavil. Stěžoval si také na ztrátu kompetencí, na opozici v kolegiích, a především na nerovný daňový systém a nepořádek ve státních financích. Nakonec stížnosti vedly k novému jednacímu řádu Tajné rady. Následně byly formulovány nové vládní cíle: zvýšení příjmů prostřednictvím přistěhovalectví, zlepšení obchodu a zeměpanského dluhu, péče o saská feudální práva a zejména obrana proti albertinské linii Wettinů. V svých posledních letech se kníže zabýval dlouhodobými spory s rodem Schwarzburgů a tajnými jednáními o převodu zadluženého naumburského kláštera na Saské kurfiřtství.
Antonín Egon z Fürstenberg-Heiligenbergu zemřel na Wermsdorfu 10. října 1716. Pohřben byl v klášteře Marienstern, kde je jeho náhrobní deska a mramorový epitaf v klášterním kostele na jižní stěně lodi. S jeho smrtí skončila také instituce saského místodržícího.
Soudy jeho současníků o jeho působení se různí. Jistou váhu má názor tak chladného a mocenského politika, jako byl Flemming, který byl přesvědčen, že místodržící nebyl přes veškerou svou tvrdou práci a dobré úmysly v této funkci příliš efektivní. Stavovsky smýšlející kníže z Fürstenberg-Heiligenbergu se někdy zdál v Drážďanech izolovaný a nebyl rovněž schopen vybudovat si vlastní klientelu, aby se lépe prosadil v soudních i vládních kruzích, v nichž dominovala domácí šlechta.

## Rodina
Antonín Egon se oženil 11. ledna 1677 s Marií de Ligny (1656–1711), dcerou Jeana, markýze de Ligny a Elisabeth Boyerové. V tomto manželství se narodili tito čtyři potomci:
- Filipina Luisa (1680–1706) ⚭ 1700 Louis de Gand de Mérode de Montmorency, princ d'Isenghien, francouzský maršál
- František Josef (1682–1690), dědičný princ z Fürstenberg-Heiligenbergu
- Louisa (ca. 1682–ca. 1704) ⚭ Charles de la Noe, markýz de Sanzelles († 1738)
- Marie Luisa Mauricie (ca. 1682–1749) ⚭ 1708 Jean Baptiste Colbert, markýz de Seignelay († 1712), nejstarší syn ministra financí Jeana-Baptisty Colberta